# Shaker loops

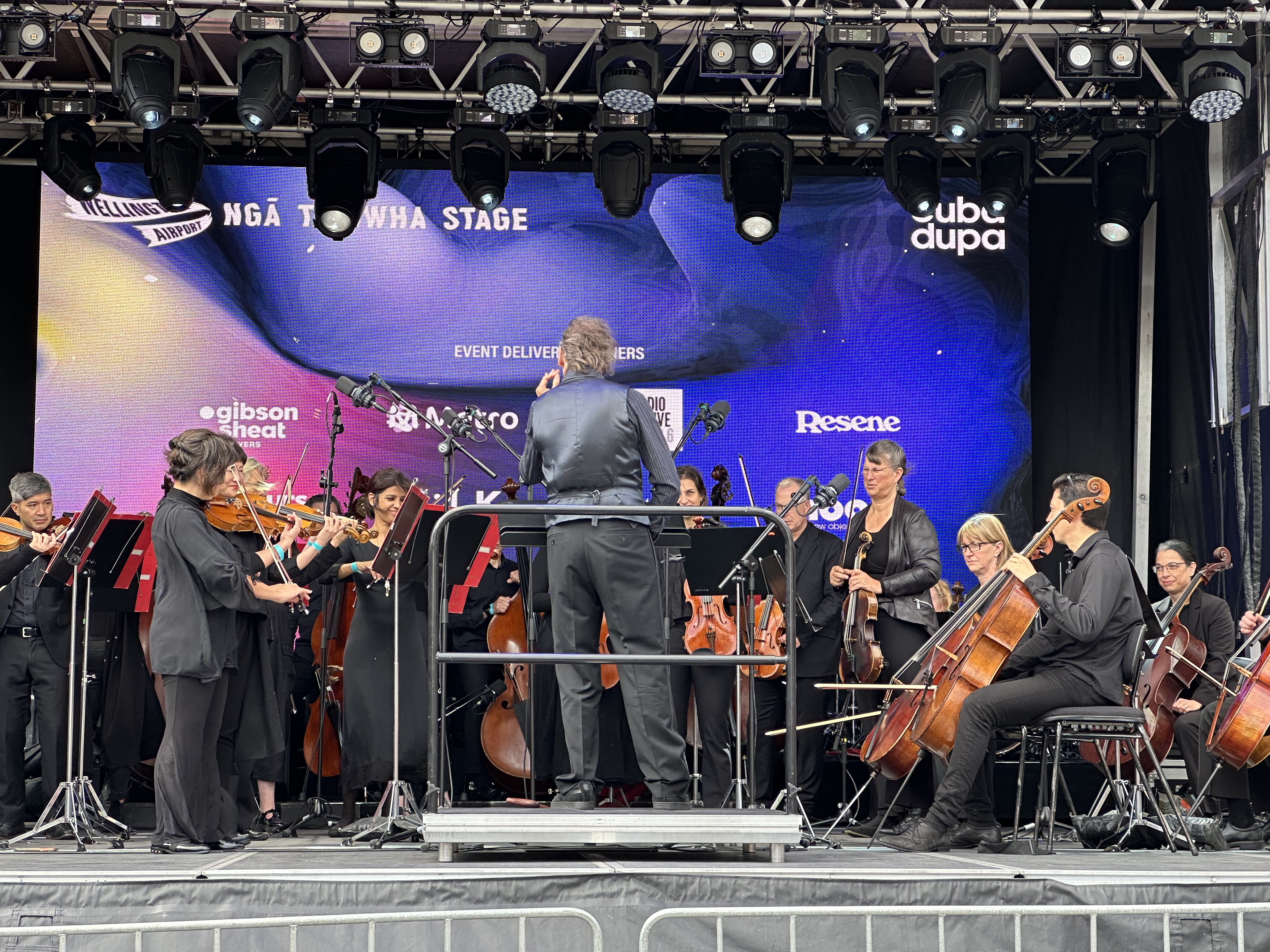
Foto uit uitvoering Shaker loops in Nieuw-Zeeland (2023)

Shaker loops (werktitel Wavemaker) is een compositie van John Adams.

## Algemeen
Shaker loops werd origineel geschreven in 1978 voor een strijkseptet bestaande uit 3 violen, 1 altviool, 2 celli en 1 contrabas. De première van het vierdelig werk vond plaats op 8 december 1978 door een ensemble dat bestond uit leerlingen en leraren van het Conservatorium van San Francisco. Het werk had toen nog een modulaire vorm, waarbij er een grote rol was weggelegd voor een dirigent.
Adams was er kennelijk niet tevreden over want trok zijn net door Associated Music Publisher gepubliceerde compositie terug. Er kwam een versie voor strijkorkest dat geheel vastgelegd was (niet meer modulair); hetgeen met zich meebracht dat een dirigent niet strikt noodzakelijk meer was. Het septet kwam nog wel terug als minimale bezetting, maar het werk kan door een veel groter gezelschap worden uitgevoerd, mits er drie vioolstemmen kunnen worden gerealiseerd. In april 1983 uitgevoerd door het American Composers Orchestra onder leiding van Michael Tilson Thomas werd deze versie uitgevoerd en is vanaf dan de enige versie.
Het werk bestaat uit vier delen, die aaneengesloten gespeeld worden:
1. Shaking and trembling
2. Hymning slews
3. Loops and verses
4. A final shaking.

Het werk valt in de categorie minimal music al is dat hier moeilijk herkenbaar. Normaliter wordt/werd in die werken repitatieve fragmenten gespeeld; iedere stem speelt keer op keer gelijktijdig hetzelfde thema. Binnen Shaker loops heeft iedere stem zijn eigen thema, maar dan verdeeld over een ongelijke hoeveelheid maten. Het zorgt ervoor dat de thema’s (op zich wel minimal) steeds verschuiven ten opzichte van elkaar, dus ontstaan er steeds andere klanken en lijnen. Adams zorgde er naar eigen zeggen voor dat elke deel een eigen karakter heeft (langzaam, snel, manier van strijken etc.).      
Het idee achter de titel Wavemaker was het effect van de rimpeling in water als er een steen in is gegooid. Dat werd omgebouwd naar shaker naar aanleiding van natrillen van snaren als de strijkstok de snaar heeft verlaten. Voorts keek hij terug op op repeterende muziek dansende shakers; Adams groeide op nabij een shakergemeenschap in San Francisco. Loops verwijst naar de elektronische muziek waarbij via tapefragmenten onderdelen steeds herhaald werden. Adams verwees daarbij naar It's gonna rain van Steve Reich waarbij de tekst keer op keer herhaald wordt. 
Ondanks haar slechte start kent Shaker loops in 2025 een uitgebreide discografie waaronder een van Edo de Waart met strijkers van de San Francisco Symphony.

## Nederland
Shaker loops haalde pas in de gewijzigde vorm Nederland. In 1983 zette Reinbert de Leeuw het op het programma met zijn Schönberg Ensemble in een programma gewijd aan de uitersten binnen de minimal Music: Steve Reich: Violin phase, John Adams: Shaker loops en Louis Andriessen: Symfonie voor losse snaren. De combinatie bracht het werk ten gehore in Groningen (De Oosterpoort), Den Haag (Conservatorium), Amsterdam (Concertgebouw), Utrecht en  (Muziekcentrum Vredenburg).   Grotere bekendheid kreeg het werk in Nederland doordat Hans van Manen er voor het Stuttgarter Ballett en het Nederlands Dans Theater een thrillerachtige choreografie bij bedacht voor zes mannen en zes vrouwen, solisten waren Shaun Amyot en Karin Heyninck. (1987).  